# Luboš Hilgert (1960)
Pour les articles homonymes, voir Luboš Hilgert.
Luboš Hilgert, né le 25 octobre 1960 à Prague, est un kayakiste tchèque de slalom. 

## Palmarès

### Championnats du monde
- Médaille d'argent en K1 aux Championnats du monde 1981 à Bala
- Médaille de bronze en K1 par équipe aux Championnats du monde 1993 à Mezzana
- Médaille de bronze en K1 par équipe aux Championnats du monde 1991 à Tacen
- Médaille de bronze en K1 aux Championnats du monde 1985 à Augsbourg
- Médaille de bronze en K1 par équipe aux Championnats du monde 1983 à Merano

## Famille
Il est le mari de la kayakiste Štěpánka Hilgertová, le père du kayakiste Luboš Hilgert et l'oncle de la kayakiste Amálie Hilgertová.